# Byssja
Byssja [bʏɧa], litet provisoriskt bostadshus. Vanligen det hus man byggde till att börja med, när man planerade att bygga ett bättre hus. I byssjan bodde man således under byggtiden.
När det "riktiga" huset var färdigt och man flyttat in dit, var det vanligt att man lät byssjan stå kvar som redskapsbod eller liknande.
Ordet fördes första gången in i Svenska Akademiens ordlista i och med utgåva 10 (1973). 